# Едвард Твітчелл Голл
Едвард Твітчелл Голл молодший (16 травня 1914 — 20 липня 2009) — американський антрополог і дослідник міжкультурних комунікацій. Голл відомий завдяки його концепціям проксеміки, висококонтекстних та низькоконтекстних культур та монохроннічних та поліхронічних культур. Голл був впливовим колегою Маршалла Маклюена та Бакмінстера Фуллера.

## Біографія
Хол народився 16 травня 1914 року в Вебстер-Гровс, штат Міссурі та виріс у Санта-Фе. Здобув ступінь бакалавра антропології в Денверському університеті в 1936 році, ступінь магістра в Університеті Арізони в 1938 році та ступінь доктора в Колумбійському університеті в 1942 році. Коли закінчив навчання в Колумбійському університеті, він продовжив польові дослідження та набуття безпосереднього досвіду в Європі, на Близькому Сході та в Азії.
Під час служби в армії під час Другої світової війни він був командиром полку в Європі та на Філіппінах. У 1946 році він одружився з Мілдред Е. Рід, яка померла у 1994 році. У 2004 році він одружився з Карін Берг Голл. Після викладання антропології в Денверському університеті та Беннінгтонському коледжі, Голл очолив програму Інститут закордонної служби у Вашингтоні, покликану допомогти співробітникам Державного департаменту долати культурні розбіжності під час закордонних відряджень. У той же час він проводив дослідження у Вашингтонській школі психіатрії, які привели до його однієї з найвпливовіших книг «The Silent Language» (1959), в якій він виклав свою теорію експліцитної та імпліцитної форм комунікації та ввів терміни поліхронічних та монохронічних культр. Викладав також у Гарвардській школі бізнесу; Іллінойському інституті технології та інших закладах.
Деякі з найвідоміших ідей Голла, розроблені ним ще під час навчання в Іллінойському технологічному інституті в 1960-х роках, стосувалися сприйняття простору і часу як частини неформальної сфери комунікації. Ці ідеї лягли в основу його книг «The Hidden Dimension» (1966) та «The Dance of Life: The Other Dimension of Time» (1983).  В останній Голл описує різні типи часу у крос-культурному дослідженні того, як час варіюється в різних культурах. Голл розробляє систему класифікації дев'яти різних типів часу. Особливо цікавими є його ідеї про те, як ритми і музика структурують культурну взаємодію в різних культурах. Його ідеї також були синтезовані та узагальнені в книзі «Beyond Culture» (1976). У цій праці він також запропонував термін "extension transference". Після припинення викладацької діяльності в Північно-Західному університеті, де він викладав з 1967 по 1977 рік, Голл багато читав лекцій на тему міжетнічних та міжкультурних взаємин.  
Разом зі своєю дружиною Мілдред він написав книги “Hidden Differences: How to Communicate with the Germans” (1983), “Hidden Differences: Doing Business with the Japanese” (1987) та “Understanding Cultural Differences: Germans, French and Americans” (1990). У 1992 році він опублікував мемуари «An Anthropology of Everyday Life». 
Помер Голл у своєму будинку в Санта-Фе, штат Нью-Мексико, 20 липня у 2009 році.

## Контекст: висококонтекстні проти низькоконтекстних культур
Високий і низький контекст - це спосіб, у який доноситься повідомлення. 
У висококонтекстних культурах фізичний контекст повідомлення має велике значення. Люди схильні до непрямих висловлювань і очікують, що людина, з якою вони спілкуються, розшифрує підтекст їхнього повідомлення. У той час як людина, яка передає повідомлення, ретельно продумує його формулювання, людина, яка отримує повідомлення, повинна прочитати його в належному контексті. Повідомленню може не бракувати вербальної прямоти, яку можна було б очікувати в культурі з низьким рівнем контексту. У культурах з високим рівнем контексту мова жестів так само важлива, а іноді й важливіша, ніж власне вимовлені слова.
І навпаки, в низькоконтекстних культурах люди схильні бути відвертими і прямими у спілкуванні. Комунікація є прямою, простою та точною. Задоволення індивідуальних потреб є важливим. Основний принцип полягає в тому, щоб звести до мінімуму можливість нерозуміння або сумнівів. Низькоконтекстна комунікація прагне перейти одразу до суті. Люди покладаються на чітко почуте повідомлення, а не на невисловлений контекст чи підтекст.
Спілкування між людьми з висококонтекстних і низькоконтекстних культур може бути заплутаним.

## Час: поліхронічні та монохронічні культури
Голл визначив, що час є ще одним важливим поняттям, на яке значною мірою впливає культура. 
У поліхронічних культурах час сприймається як гнучкий і де одночасно може відбуватися кілька справ. Люди більше орієнтовані на відносини, ніж на графіки.
Характерні риси поліхронічних культур:
- Виконання кількох завдань одночасно
- Гнучкість у розкладі, час може бути змінений за потреби
- Важливість людських стосунків
- Можуть легко переривати зустріч чи справу заради чогось важливішого
- Менша формальність, більше емоційності у спілкуванні

У монохронних культурах час розглядається як лінійний та розділений на послідовні відрізки. Люди, як правило, виконують одне завдання за раз.
Характерні риси монохронічних культур:
- Орієнтація на пунктуальність і розклад
- Планування та організованість
- Важливість дедлайнів
- Чітке розділення роботи та особистого життя
- Сприйняття часу як ресурсу, який можна "втратити" або "зекономити"
- Часто цінують формальність у спілкуванні

## Простір: висока та низька територіальність
Простір стосується вивчення фізичного простору і людей. Холл назвав це вивченням проксеміки, яке фокусується на просторі та відстані між людьми під час їхньої взаємодії. Простір стосується всього: від того, наскільки близько люди стоять одне до одного, до того, як люди можуть позначати свою територію чи кордони на робочому місці та в інших ситуаціях. 
Свідомо чи несвідомо всі встановлюють свою зону комфорту при взаємодії з іншими людьми. 
Висока територіальність
Деякі люди є більш територіальними, ніж інші, і більше переймаються питанням власності. Вони прагнуть виокремити території, які належать їм. Це відбувається навіть на рівні робочих столів, особистих стосунків тощо. А на національному рівні багато війн точиться через кордони. 
Територіальність також поширюється на все, що є «у власності», а питання власності поширюється на матеріальні речі. Таким чином, безпека стає предметом великого занепокоєння для людей з високою потребою у власності. Люди з високим рівнем територіальності, як правило, також є низькоконтекстуальними.
Низька територіальність
Люди з низькою територіальністю менше володіють простором, і кордони для них менш важливі. Вони діляться територією та власністю без особливих роздумів. Вони також менше переймаються матеріальною власністю. Люди з низькою територіальністю, як правило, також є висококонтекстуальними.

## Книги
- The Silent Language (1959)
- The Hidden Dimension (1966)
- The Fourth Dimension In Architecture: The Impact of Building on Behavior (1975, co-authored with Mildred Reed Hall)
- Beyond Culture[en] (1976)
- The Dance of Life: The Other Dimension of Time (1983)
- Handbook for Proxemic Research
- Hidden Differences: Doing Business with the Japanese
- An Anthropology of Everyday Life: An Autobiography (1992, Doubleday, New York)
- Understanding Cultural Differences: Germans, French and Americans (1990, Yarmouth, Maine)
- West of the Thirties. Discoveries Among the Navajo and Hopi (1994, Doubleday, New York etc.)